# NGC 308
NGC 308 (بالإنجليزية: NGC 308)‏ الذي يرمز له بالرمز NGC 308، هو نجم، في كوكبة قيطس.

## الاكتشاف
اكتشف في 31 ديسمبر 1866.